# Klaus-Peter Thaler

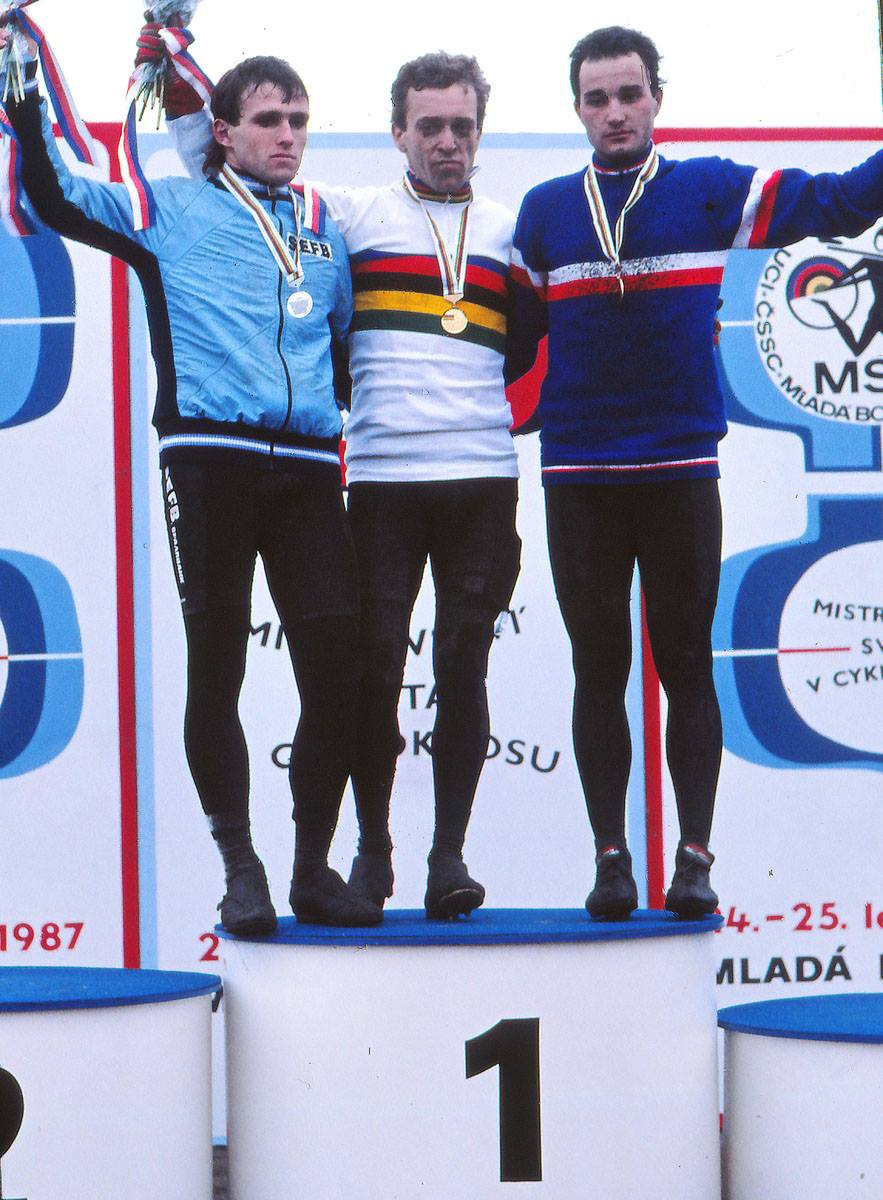
Prispallen vid cykelcross-VM 1987. Världsmästaren Thaler omgiven av tvåan Danny De Bie (till vänster) och trean Christophe Lavainne.

Klaus-Peter Thaler, född den 14 maj 1949 i stadsdelen Eckmannshausen i Netphen, är en (väst)tysk tidigare tävlingscyklist. Han hade sina främsta framgångar i cykelcross, men gjorde även några resultat på landsväg som är värda att notera.

## Biografi

### Amatörkarriär
Som amatör blev Thaler dubbel världsmästare, dubbel VM-silvermedaljör och trefaldig västtysk mästare i cykelcross, medan han på landsväg blev västtysk amatörmästare i linjelopp 1974 och 1976. Det senare bidrog till att han fick representera Västtyskland vid Olympiska spelen i Montréal 1976, där han kom nia i linjeloppet (han var tvåa i mål). Han var först i den grupp om åtta som gjorde upp om andraplatsen efter solosegraren Bernt Johansson, men han nedklasserades till att bli sist i denna grupp eftersom han inte höll sin linje i spurten utan störde sina konkurrenter.

### Professionell cyklist
Strax efter OS blev Thaler professionell och tog som sådan ytterligare två världsmästartitlar och tio västtyska mästerskap i cykelcross. Under sin första landsvägssäsong som professionell kom han på tredje plats i Vuelta a España och vann en etapp i Tour de France (körde därtill i den gula ledartröjan i två dagar). Året därpå tog han sin andra etappseger i Touren. Han körde huvudsakligen etapplopp och tog etappsegrar i flera andra prestigefyllda lopp än Grand Tours, som Paris–Nice (1980) och Critérium du Dauphiné Libéré (1979). En totalseger i Volta de les Tres Províncies (som Volta a la Comunitat Valenciana hette 1980 då han vann) skall också nämnas.
Thaler avlutade sin karriär som professionell landsvägscyklist efter säsongen 1982, men fortsatte efter ett uppehåll på ett och ett halvt år inom cykelcrossen fram till 1988. Detta gjordes som oberoende cyklist, det vill säga ej knuten till ett stall men med peronliga sponsorer. På äldre dagar har han deltagit i masters-tävlingar i cykelcross och två gånger (2023 och 2024) blivit värdsmästare för åldersgruppen 75–79. 1984 var han coach för det västtyska cykellandslaget vid de olympiska spelen i Los Angeles.

### Andra aktiviteter, utmärkelser
Under senare delen av 1980-talet började Thaler även intressera sig för motorsport. Han gjorde 15 starter i Nürburgrings 24-timmarslopp, vilket ledde till en fjärdeplats 1992 och en femteplats 1993. Båda gångerna hade han Volker Strycek och Günther Schmidt som partners.
Mot slutet av cykelkarriären (1986) grundade Thaler ett företag, Thaler Sports, som tillverkar/säljer sportutrustning. Det gäller främst cykelkläder (bland annat det egna märket Tricot Thaler) och -skor, men även kläder för skidsport/snowboard.
Thaler engagerade sig från 1983 också i den tyska barncancerorganisationen Menschen für Kinder och välgörenhetsloppet (till förmån för cancersjuka barn) Tour der Guten Hoffnung. Han grundade även, tillsammans med fyra andra cyklister (Rudi Altig, Eddy Merckx, Dietrich Thurau och Rolf Wolfshohl), stiftelsen RadWerk med syfte att hjälpa unga arbetslösa till utbildning. För sina sociala insatser tilldelades han Verdienstkreutz am Bande 2003 och Pierre de Coubertin-medaljen av IOK 2005.
För sina idrottsliga prestationer tlldelades Thaler Silberne Lorbeerblatt. När UCI Hall of Fame instiftades 2002 var han en av de 57 cyklister som valdes in.

## Meriter – landsväg

### Amatör
| 1972 Vinnare av etapp 3a i GP Tell 1973 Vinnare av GP de Lillers 10:a totalt i GP Tell 1974 Västtysk amatörmästare i linjelopp Vinnare av etapp 7 i Tour of Britain | 1975 Vinnare av etapperna 3a och 8 i Rheinland-Pfalz Rundfahrt 8:a totalt i GP Tell Vinnare av etapp 2 1976 Västtysk amatörmästare i linjelopp 9:a i linjelopp vid de Olympiska spelen |

### Professionell
| 1977 Vinnare av etapp 9 i Tour de France Vinnare av etapp 1b i Vuelta a Andalucia 2:a i Gran Premio Valencia 3:a totalt i Vuelta a España 3:a totalt i Vuelta a Asturias Vinnare av etapp 5a 5:a i Druivenkoers Overijse 10:a totalt i Vuelta a Levante 1978 Vinnare av etapp 3 i Tour de France 3:a i GP de Monaco 6:a i Rund um den Henninger Turm 8:a totalt i Tour Méditerranéen 9:a totalt i Tour d'Indre-et-Loire 10:a i GP du canton d'Argovie 1979 Vinnare av etapp 1 i Critérium du Dauphiné Libéré Vinnare av etapp 3 i Deutschland Tour 5:a i Rund um den Henninger Turm 5:a i linjelopp vid Västtyska mästerskapen | 1980 Vinnare totalt av Volta de les Tres Províncies Vinnare av etapperna 1 och 4 Vinnare av etapp 4 i Vuelta a España Vinnare av etapp 5 i Paris–Nice Vinnare av etapp 6a i Vuelta a Asturias 3:a totalt i Vuelta a Cantabria 6:a i GP de Cannes 7:a totalt i Tour Méditerranéen 8:a i Milano–Sanremo 1981 6:a totalt i Deutschland Tour 7:a i GP de Cannes 1982 Vinnare av etapperna 1 och 2 i Volta de les Tres Províncies 5:a totalt i Deutschland Tour 6:a i Tour du Nord-Ouest 8:a i linjelopp vid Världsmästerskapen |

## Meriter – cykelcross

### Amatör
| SäsongTävling          | 1971 1972 | 1972 1973 | 1973 1974 | 1974 1975 | 1975 1976 |
| ---------------------- | --------- | --------- | --------- | --------- | --------- |
| Världsmästerskapen     | 14        |           |           |           |           |
| Västtyska mästerskapen |           |           | –         |           |           |

### Professionell
| SäsongTävling          | 1976 1977 | 1977 1978 | 1978 1979 | 1979 1980 | 1980 1981 | 1981 1982 | 1982 1983 | 1983 1984 | 1984 1985 | 1985 1986 | 1986 1987 | 1987 1988 |
| ---------------------- | --------- | --------- | --------- | --------- | --------- | --------- | --------- | --------- | --------- | --------- | --------- | --------- |
| Världsmästerskapen     | 9         |           | –         |           | 5         | 10        |           | –         |           | –         |           | DNF       |
| Västtyska mästerskapen |           |           |           |           |           |           | –         | –         |           |           |           |           |
| Superprestige          | X         | X         | X         | X         | X         | X         | –         | 11        | 32        | 10        | –         | 8         |

X = Avhölls ej    DNF = Fullföljde ej

### Masters
| 2023 Världsmästare i åldersgruppen 75–79 | 2024 Världsmästare i åldersgruppen 75–79 |